# Thera vetustata
Thera vetustata là một loài bướm đêm trong họ Geometridae.